# 제어 번즈
제리 유진 번스(Jere Eugene Burns II, 영어 발음: /ˈdʒɛri/, 1954년 10월 15일 ~ )는 미국의 배우이다.
케임브리지에서 태어났다.

## 출연 작품
- 게임 오버, 맨! (2018년)
- 더 펀하우스 매서커 (2015년)
- 아마추어 (2014년)
- 프롬 (2011년) - 프린시펄 던낸 역
- 2:13 (2009년) - 제프리 역
- 오티스 (2008년)
- 왓츠 업, 스칼렛? (2005년)
- 어코딩 투 짐 (2001년) - 제리 역
- 크로커다일 던디 3 (2001년) - 아낸 로스만 역
- 이브는 대단해 (2000년) - 벤 스튜어트 역
- 로드 킬 (1999년)
- 마이 자이안트 (1998, My Giant)
- 산타페 (1997년)
- 상속 작전 (1994년)
- 도박사 4 (1991년)
- 운명의 시계 바늘 (1989년)
- 블루스 브라더스 2 (1989년)
- 암살 묵시록 (1988년)
- 컴퓨터 인간 맥스 (1987년)
- 해리 구출 작전 (1986년)
- 사랑의 탈출 (1986년)

### 텔레비전
- 브레이킹 배드 (2010-11)
- 저스티파이드 (2010-15)
- 앤지 트라이베카 (2016-18)